# Wouldn't Change a Thing (chanson de Kylie Minogue)
Singles de Kylie Minogue
Hand on Your Heart
(1989) Never Too Late
(1989)
Clip vidéo
[vidéo] « Wouldn't Change a Thing », sur YouTube
Wouldn't Change a Thing est une chanson de l'actrice et chanteuse australienne Kylie Minogue incluse dans son deuxième album studio, intitulé Enjoy Yourself et sorti au Royaume-Uni le 9 octobre 1989.
Le 24 juillet 1989, environ deux mois et demi avant la sortie de l'album, la chanson a été publiée en single. C'était le deuxième single de cet album.
Le single a débuté à la 2e place du hit-parade britannique et gardé cette place une semaine de plus.

## Composition
La chanson est écrite et produite par Mike Stock, Matt Aitken et Pete Waterman.